# Lukas Mondele
Lukas Mondele (29 maart 2004) is een Belgisch voetballer die sinds 2023 uitkomt voor Modena FC.

## Carrière
Mondele ruilde de jeugdopleiding van Sporting Charleroi in 2019 voor die van Club Brugge. Op 22 januari 2020 maakte hij zijn officiële debuut voor Club NXT, het beloftenelftal van Club Brugge in Eerste klasse B: tegen Lierse Kempenzonen viel hij in de 72e minuut in voor Xander Blomme. Mondele speelde dat seizoen vijf competitiewedstrijden in Eerste klasse B, waarvan slechts eenmaal als basisspeler (op de 20e competitiespeeldag tegen KMSK Deinze).
In het seizoen 2021/22 traden de beloften van Club Brugge weer aan in de beloftencompetitie. Mondele droeg dat seizoen zeven keer het shirt van Club Brugge in de UEFA Youth League, waarin de Bruggelingen in de tussenronde sneuvelden tegen FC Midtjylland. Club NXT eindigde uiteindelijk derde in de beloftencompetitie, waardoor blauw-zwart in het seizoen 2022/23 weer in Eerste klasse B mocht aantreden. Daarin kwam Mondele nauwelijks aan spelen toe: in de reguliere competitie kwam hij niet verder dan één helft tegen Lierse Kempenzonen op de tweede competitiespeeldag, in de play-offs liet interim-trainer Hayk Milkon hem in de twee laatste wedstrijden tegen respectievelijk RWDM en SK Beveren invallen.
In juli 2023 ondertekende de transfervrije Mondele een driejarig contract bij de Italiaanse tweedeklasser Modena FC.

## Clubstatistieken
| Seizoen         | Club            | Land            | Competitie      | Competitie | Competitie | Beker | Beker | Supercup | Supercup | Europees | Europees | Totaal | Totaal |
| Seizoen         | Club            | Land            | Competitie      | Wed.       | Dlp.       | Wed.  | Dlp.  | Wed.     | Dlp.     | Wed.     | Dlp.     | Wed.   | Dlp.   |
| --------------- | --------------- | --------------- | --------------- | ---------- | ---------- | ----- | ----- | -------- | -------- | -------- | -------- | ------ | ------ |
| 2020/21         | Club NXT        | Vlag van België | Eerste klasse B | 5          | 0          | —     | —     | —        | —        | —        | —        | 5      | 0      |
| 2022/23         | Club NXT        | Vlag van België | Eerste klasse B | 3          | 0          | —     | —     | —        | —        | —        | —        | 3      | 0      |
| 2023/24         | Modena FC       | Vlag van Italië | Serie B         | 2          | 0          | —     | —     | —        | —        | —        | —        | 2      | 0      |
| Carrière totaal | Carrière totaal | Carrière totaal | Carrière totaal | 10         | 0          | 0     | 0     | 0        | 0        | 0        | 0        | 10     | 0      |

Bijgewerkt op 16 april 2024.